# Brown Peaks
Die Brown Peaks sind eine Reihe niedriger Berge in der antarktischen Ross Dependency. Sie ragen aus einem 6 km langen Gebirgskamm 11 km östlich des Robinson Bluff auf der Ostseite des Amundsen-Gletschers auf.
Vermessungen und Luftaufnahmen der US-amerikanischen Byrd Antarctic Expedition (1928–1930) dienten einer ersten groben Kartierung. Das Advisory Committee on Antarctic Names benannte das Gebirge 1967 nach Kenneth R. Brown, Biologe auf der McMurdo-Station im antarktischen Winter 1964.